# توماس هندريك إيلفس

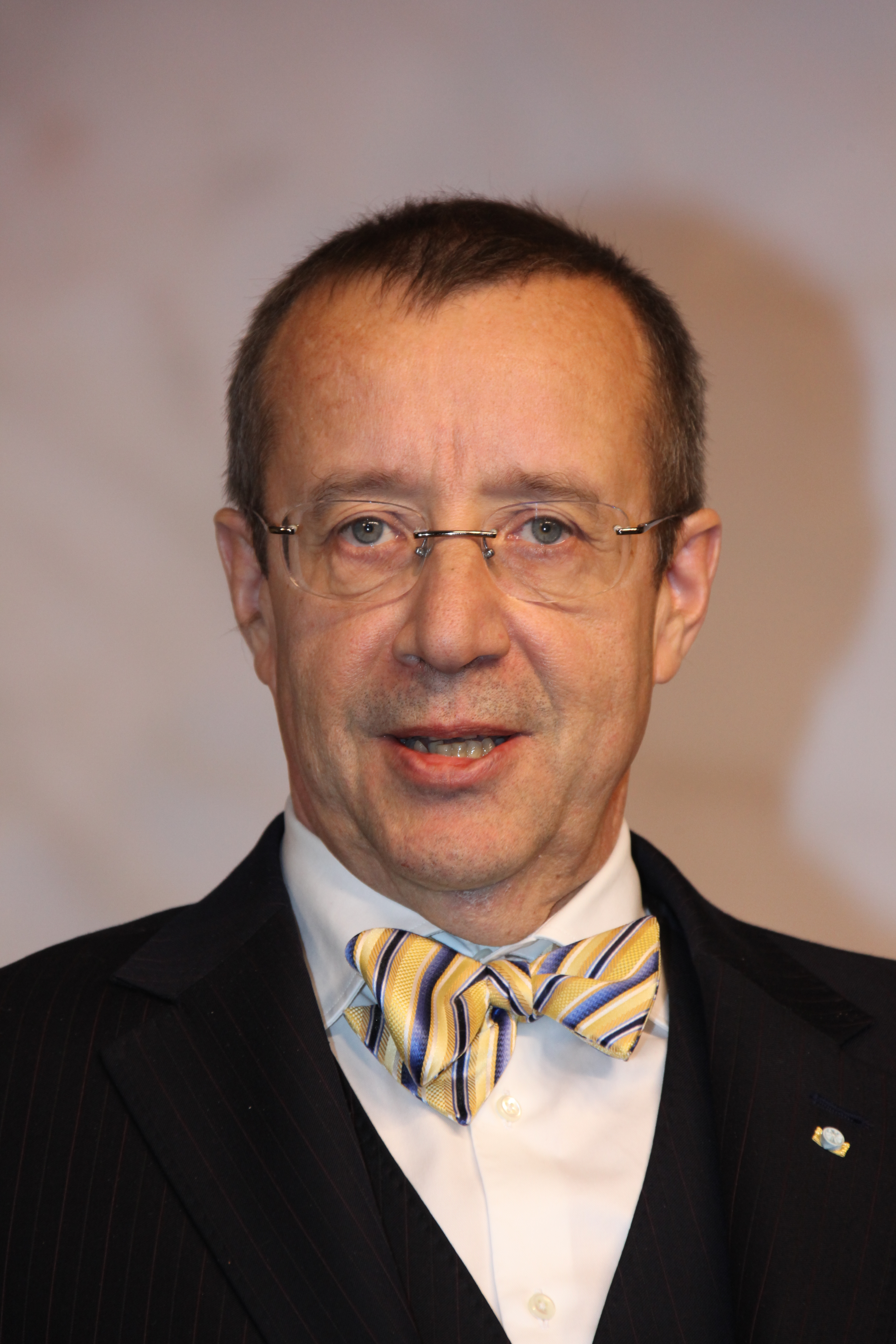
توماس هندريك إلفيس عام 2011

توماس هندريك إيلفس (مواليد 26 ديسمبر 1953 في ستوكهولم)، هو رئيس دولة إستونيا الرابع منذ عام 2006 وحتى الآن.

## الشباب والتدريب
ولد توماس هندريك إيلفس في السويد لعائلة استوانية، لكنه ترعرع في الولايات المتحدة الأمريكية. درس بين عامي 1972 و 1976 علم النفس في جامعة كولومبيا وأنهى دراسته عام 1978 بدرجة الماجستير من جامعة بنسلفانيا. عمل بين عامي 1974 و 1979 باحثاً مساعداً في كليّة علم النفس في جامعة كولومبيا، ومن 1979 حتى عام 1981 نائب مدير مركز التعليم المفتوح في نيوجيرزي، ومن عام 1981 حتى عام 1983 مدير مركز فني في فانكوفر.

## السياسة
اشتغل توماس هندريك من عام 1983 حتى عام 1994 لدى إذاعة أوروبا الحرة في ميونخ، وفي الأخير عمل كرئيس تحرير في قسم اللغة الإستونية. ثم انتقل إلى السلك الدبلوماسي في جمهورية إستونيا، فاشتغل بين عامي 1993 و 1996 سفير إستونيا في كل من الولايات المتحدة الأمريكية وكندا والمكسيك. ثم وزير خارجية إستونيا من عام 1996 حتى عام 1998 ثم مرة أخرى من عام 1999 إلى غاية عام 2002. كان توماس عضواً في البرلمان الاستواني. كان مؤسساً مشاركاً في حزب الشعب الاستواني (رافاراكوند) ,وعضواً في البرلمان الأوروبى (2004-2006).
في 29 أغسطس 2006 كان توماس هندريك المرشح الوحيد في الانتخابات الرئاسية في البرلمان الإستواني، لكنه لم يتحصل في اثنين من الاقتراعات على الأغلبية المطلوبة. في التصويت في انتخاب أعضاء الجمعية الذي تم في 23 سبتمبر 2006 فاز ب 174 صوت. وفي 9 أكتوبر 2006 أصبح الرئيس الرابع لجمهورية استوانيا لمدة خمس سنوات.

## حياته الخاصة
توماس هندريك إيلفس متزوج مع إيفلين إيلفس، له من زواجه الأول ابن وبنت، ومن زوجته الحالية بنت.

## روابط خارجية
- توماس هندريك إيلفس على موقع الموسوعة البريطانية (الإنجليزية)
- توماس هندريك إيلفس على موقع مونزينجر (الألمانية)
- توماس هندريك إيلفس على موقع ميوزك برينز (الإنجليزية)
- توماس هندريك إيلفس على موقع إن إن دي بي (الإنجليزية)
- توماس هندريك إيلفس على موقع ديسكوغز (الإنجليزية)